# Сухопутні війська Азербайджану
Сухопутні війська Азербайджану (азерб. Azərbaycan Silahlı Qüvvələri Quru Qoşunları) — наземний компонент, найбільший за чисельністю вид збройних сил Збройних сил Азербайджану, призначений для ведення активних бойових дій на сухопутних театрах воєнних дій.
Один з чотирьох видів Збройних сил Азербайджану, разом з військово-морським та повітряним видами Збройних сил, а також міністерством оборонної промисловості утворюють Національну армію Азербайджану.

## Озброєння та військова техніка Сухопутних військ Азербайджану

### Стрілецька зброя
| Назва | Тип                                        | Світлина | Виробництво        | Прим. |
| --- | ------------------------------------------ | -------- | ------------------ | --- |
| Особиста зброя |                                            |          |                    | |
| Пістолет Макарова | пістолет                                   |          | СРСР               | самозарядний пістолет |
| Автоматичний пістолет Стєчкіна | пістолет                                   |          | СРСР               | автоматичний пістолет |
| Glock 19 | пістолет                                   |          | Австрія            | 160 пістолетів Glock 19 придбано Азербайджаном у 2013 році для потреб спеціальних служб                                            |
| MP5 | пістолет-кулемет                           |          | Німеччина          | Використовується жандармерією та спеціальними силами. Виробляється в країні за ліцензією                                           |
| Uzi | пістолет-кулемет                           |          | Ізраїль            | |
| АКС-74У | автомат зі складним прикладом              |          | СРСР               | автоматична зброя |
| Автомати/автоматичні гвинтівки/штурмові гвинтівки                                                                                                  |                                            |          |                    | |
| АК-74М | автомат                                    |          | Росія/ Азербайджан | Виробляється в країні за ліцензією                                                                                                 |
| АК-74 | автомат                                    |          | СРСР               | Стандартна гвинтівка в армії |
| АКМ | штурмова гвинтівка                         |          | СРСР               | Стандартна стрілецька зброя в армії                                                                                                |
| TAR-21 | штурмова гвинтівка                         |          | Ізраїль            | Використовується спецпідрозділами та поліцейськими командами Азербайджану                                                          |
| Кулемети |                                            |          |                    | |
| РПК-74 | Легкий кулемет                             |          | СРСР               | Стандартна автоматична зброя механізованого/піхотного підрозділу армії. Магазини на 30 та 45 набоїв на основі АК-74.               |
| Кулемет Калашникова | Кулемет                                    |          | СРСР/ Азербайджан  | Стандартний армійський кулемет. Включаючи варіанти азербайджанської модифікації ПКМ.                                               |
| ДШК | Великокаліберний кулемет                   |          | СРСР               | Важкий кулемет армії. Стандартна категорія калібру 12,7×108 мм.                                                                    |
| Корд | Великокаліберний кулемет                   |          | СРСР               | Важкий кулемет армії. Стандартна категорія калібру 12,7×108 мм.                                                                    |
| Багнети |                                            |          |                    | |
| 6Х4 | Багнет                                     |          | СРСР               | стандартний багнет-ніж |
| Снайперські гвинтівки |                                            |          |                    | |
| СВД | снайперська гвинтівка                      |          | СРСР               | Стандартна снайперська гвинтівка Сухопутних військ, поступово змінюється на снайперські гвинтівка власного виробництва             |
| Remington 700 | снайперська гвинтівка                      |          | США                | Стандартна снайперська гвинтівка сил спеціальних операцій                                                                          |
| Ялгузан | снайперська гвинтівка                      |          | Азербайджан        | Виробляється в країні. |
| KNT-308 | снайперська гвинтівка                      |          | Туреччина          | Виробляється за ліцензією в країні.                                                                                                |
| JNG-90 | снайперська гвинтівка                      |          | Туреччина          | Використовується прикордонною охороною та жандармерією.                                                                            |
| PSL | снайперська гвинтівка                      |          | Румунія            | |
| Sako TRG-21 | снайперська гвинтівка                      |          | Фінляндія          | |
| Istiglal Ist-14.5 | Великокаліберна снайперська гвинтівка      |          | Азербайджан        | Великокаліберна снайперська гвинтівка під набої калібру 14,5×114 мм та 12,7×108 мм                                                 |
| ОСВ-96 | Rifle anti-material                        |          | Росія              | Великокаліберна снайперська гвинтівка під набої калібру 12,7×108 мм                                                                |
| Автоматичні гранатомети |                                            |          |                    | |
| АГС-30 | Автоматичний гранатомет                    |          | Росія/ Азербайджан | |
| АГС-17 | Автоматичний гранатомет                    |          | СРСР               | |
| Протитанкові засоби |                                            |          |                    | |
| РПГ-7 | ручний протитанковий гранатомет            |          | СРСР               | Стандартна протитанкова зброя піхотного/механізованого відділення армії. Версії з протипіхотною і протитанковою уражаючою частиною |
| B-300 | Ручний протитанковий гранатомет            |          | Ізраїль            | |
| 9K111 «Фагот» | протитанковий ракетний комплекс            |          | СРСР               | Також відомий як «TƏİR» |
| 9M113 «Конкурс» | протитанковий ракетний комплекс            |          | СРСР               | |
| Спайк | протитанковий ракетний комплекс            |          | Ізраїль            | 100 протитанкових комплексів, що використовуються на транспортній базі.                                                            |
| MILAN | протитанковий ракетний комплекс            |          | Франція            | |
| 9M133 «Корнет» | протитанковий ракетний комплекс            |          | Росія              | ~100 ПТРК |
| «Скіф» | протитанковий ракетний комплекс            |          | Україна/ Бельгія   | 100 |
| «Хризантема» | самоходний протитанковий ракетний комплекс |          | Росія              | 22 |
| Галерея |                                            |          |                    | |
| - Азербайджанський солдат з гвинтівкою М16A4. - Підрозділ сил спеціальних операцій Азербайджану з ізраїльськими TAR-21. - Військовий парад в Баку. |                                            |          |                    | |

### Бойова техніка
| Назва                      | Виробництво      | Світлина | Кількість                             | Прим. |
| -------------------------- | ---------------- | -------- | ------------------------------------- | --- |
| Танки                      |                  |          |                                       | |
| Т-90                       | Росія            |          | 100                                   | 94 на службі Основний бойовий танк азербайджанської армії. |
| Т-72 SIM2                  | СРСР             |          | 120 в строю ~300 перебуває в резерві  | Модернізована версія танку з системою SIM-2, відома як T-72 «Aslan». Танк, оснащений навігаційною системою GPS/INS, сучасною системою керування стрільбою, модульною активною бронею, сучасним електронним устаткуванням та іншими системами. |
| Т-55                       | СРСР             |          | 100                                   | В основному використовуються як цілі в практиці підготовки екіпажів танків. За планами, швидше за все, танки будуть перероблені в бронетранспортери типу «Ахзарит».                                                                           |
| Бойові машини піхоти (БМП) |                  |          |                                       | |
| БМП-3                      | Росія            |          | 104                                   | Версія БМП-3М має прицільний комплекс «Весна-К» з тепловізійною камерою та автоматом супроводження цілей |
| БМП-2                      | СРСР             |          | 33                                    | Модернізована версія БМП-2M з системою ізраїльської компанії Elbit Systems ~ 30 на службі, решта на зберіганні. |
| БМП-1/БРМ-1К               | СРСР             |          | 58 43 на службі, решта на зберіганні. | |
| БМД-1                      | СРСР             |          | 20                                    | |
| Бронетранспортери (БТР)    |                  |          |                                       | |
| БТР-82А                    | Росія            |          | 230                                   | Поставляються з 2013 року |
| БТР-80А                    | Росія            |          | 117                                   | 117 БТР-80А поставлено в Азербайджан в 2007—2008 роках |
| БТР-70                     | СРСР             |          | 132                                   | Модернізована версія власного виробництва з встановленням комплексу «Shimshek». |
| БТР-60                     | СРСР             |          | 10                                    | на зберіганні |
| БТР-3У                     | Україна          |          | 3                                     | |
| БТР-Д                      | СРСР             |          | 11                                    | |
| БРДМ-2                     | СРСР             |          | 88                                    | 23 одиниці техніки модернізовані азербайджанською промисловістю з назвою «ZKDM». |
| МТ-ЛБ                      | СРСР             |          | 336                                   | |
| Бронеавтомобілі            |                  |          |                                       | |
| Гюрза                      | Азербайджан      |          | 15+                                   | Ліцензійна версія. |
| Mercedes-Benz 250 GD Wolf  | Німеччина        |          | 43                                    | Використовується Державною прикордонною службою. |
| Tarpan Honker              | Польща           |          | 3                                     | Використовується підрозділами саперів. |
| Renault Sherpa             | Франція          |          | н/д                                   | |
| HMMWV                      | США              |          | 60                                    | Використовується правоохоронними та миротворчими силами. |
| Land Rover Defender        | Велика Британія  |          | 110                                   | |
| AIL М240 Storm             | Ізраїль          |          | 80                                    | |
| AIL Abir                   | Ізраїль          |          | 30                                    | |
| Plasan Caracal             | Ізраїль          |          | 5                                     | |
| Otokar Cobra               | Туреччина        |          | 350                                   | |
| Otokar ZPT                 | Туреччина        |          | 300                                   | |
| Мародер                    | ПАР/ Азербайджан |          | 85                                    | Виробляється в країні. |
| Матадор                    | ПАР/ Азербайджан |          | 60                                    | Виробляється в країні |
| Кугуар                     | США              |          | 4                                     | Використовується миротворчими компонентами сухопутних військ |

### Артилерія
| Назва                             | Виробництво    | Світлина | Кількість | Прим.                             |
| --------------------------------- | -------------- | -------- | --------- | --------------------------------- |
| Тактичні комплекси                |                |          |           |                                   |
| 9К79 «Точка»                      | СРСР           |          | 12        | Оперативно-тактична ракетна зброя |
| Реактивні системи залпового вогню |                |          |           |                                   |
| ТОС-1 «Буратіно»                  | Росія          |          | 6         |                                   |
| БМ-27 «Ураган»                    | СРСР           |          | 18        |                                   |
| RM-70                             | Чехословаччина |          | 73        |                                   |
| БМ-30 «Смерч»                     | СРСР           |          | 50        |                                   |
| T-300 Kasırga                     | КНР Туреччина  |          | н/д       |                                   |
| T-122 Sakarya                     | КНР Туреччина  |          | 60        |                                   |
| LAR-160                           | Ізраїль        |          | 30        |                                   |
| Lynx GradLAR                      | Ізраїль        |          | 30        |                                   |
| EXTRA                             | Ізраїль        |          | 10        |                                   |
| БМ-21 «Град»                      | СРСР           |          | 53        |                                   |
| Самохідні артилерійські системи   |                |          |           |                                   |
| T-155 Fırtına                     | Туреччина      |          | 36        |                                   |
| ATMOS 2000                        | Ізраїль        |          | 5         |                                   |
| 2С19 «Мста-С»                     | СРСР           |          | 18        |                                   |
| 2С7 «Піон»                        | СРСР           |          | 12        |                                   |
| 2С3 «Акація»                      | СРСР           |          | н/д       |                                   |
| 2С1 «Гвоздика»                    | СРСР           |          | н/д       |                                   |
| Артилерійські системи             |                |          |           |                                   |
| Д-30                              | СРСР           |          | 195       |                                   |
| Д-20                              | СРСР           |          | 30        |                                   |
| 2А36 «Гіацинт-Б»                  | СРСР           |          | 32        |                                   |
| «Дана»                            | Чехословаччина |          | 100       |                                   |
| M-46                              | СРСР           |          | 36        |                                   |
| Д-44                              | СРСР           |          | 72        |                                   |
| Міномети                          |                |          |           |                                   |
| 2С31                              | Росія          |          | 18        |                                   |
| 2С9 «Нона»                        | СРСР           |          | 27        |                                   |
| MO-120-RT61                       | Франція        |          | 19        | Виробляється за ліцензією MODIAR  |
| Cardom                            | Ізраїль        |          | 5         |                                   |
| 2Б14 «Піднос»                     | СРСР           |          | 400       |                                   |
| 120-мм міномет 2Б11               | СРСР           |          | 600       |                                   |
| ПМ-38                             | СРСР           |          | 30        |                                   |

### Військові засоби ППО
| Назва          | Виробництво | Світлина | Кількість | Прим.                                |
| -------------- | ----------- | -------- | --------- | ------------------------------------ |
| ЗСУ-23-4       | СРСР        |          | 40        | Зенітна самохідна установка          |
| Стріла-10      | СРСР        |          | 54        | Зенітний ракетний комплекс           |
| Оса            | СРСР        |          |           |                                      |
| Стріла-2       | СРСР        |          | н/д       | Переносний зенітно-ракетний комплекс |
| Стріла-3       | СРСР        |          | 18        |                                      |
| Ігла та Ігла-С | СРСР        |          | 300       |                                      |

### Військові звання Сухопутних військ Азербайджану
|  |  |  |  |  |

|  |  |  |

|  |  |  |  |

|  |  |  |  |  |  |

| — |